# Как они лгут
«Как они лгут» (1917) — художественный немой фильм Вячеслава Висковского. Вышел на экраны 10 июля 1917 года. Фильм не сохранился.

## Сюжет
История превращения чистой и скромной девушки Ганки в развратную женщину, «покатившуюся по наклонной плоскости». Знатный пан Вацек знакомится в кабаке с юной певичкой Ганкой и влюбляется в неё. Став возлюбленной богатого молодого человека, Ганка предаётся ласкам и с другими любовниками. В их числе оказывается лакей Жан. Вместе они обкрадывают Вацека и сбегают. Жан оказывается подлецом, Ганка расстаётся с ним и возвращается в кабак. Там в конце фильма она становится случайной жертвой поножовщины.

## В ролях
| Актёр             | Роль              |
| ----------------- | ----------------- |
| Вера Холодная     | Ганка, танцовщица |
| Владимир Максимов | пан Вацек         |
| Осип Рунич        | Жан, лакей        |
| Николай Браницкий | пан Новицкий      |

## Критика
Фильму «Как они лгут» посвящена подробная рецензия в журнале «Проектор» (1917, № 19—20, с. 15—16). Обозреватель журнала отметил несовпадение замысла (показать, что «женщина — это носительница лжи») и его драматургической реализации. Он написал, что сценарий «в целом хотя и шаблонный, но довольно интересный и драматичный». «Постановка в общем хороша, — отмечал рецензент, — вполне выдержан стиль трущобного кабака-притон; изящно поставлены сцены бала».
Историк дореволюционного кино Вениамин Вишневский дал следующую оценку: «Очень странный и неудачный фильм, в котором автор-постановщик пытался доказать „лживость женской натуры“».